# Collfred (Artesa de Segre)
Collfred és una entitat de població del municipi d'Artesa de Segre, a la comarca de la Noguera. El poble se situa al peu del puig de Grialó, a l'esquerra del riu Segre, al límit est del terme municipal.
La carretera LV-5121 és la seva principal via de comunicació. A pocs quilòmetres aigües amunt del poble neix el canal d'Urgell. La major font d'ingressos prové de l'agricultura i la ramaderia.
Fou municipi independent fins a mitjans del segle xix quan es va integrar a Artesa de Segre.

## Llocs d'interès
En destaca l'església parroquial, dedicada a Sant Martí, romànica i d'una sola nau i el castell de Collfred, documentat des del segle xiii i fou propietat de la senyoria dels Rubió.